# David Lowery (regista)
David Lowery (Milwaukee, 26 dicembre 1980) è un regista, sceneggiatore, montatore e produttore cinematografico statunitense.

## Biografia
Nato a Milwaukee, Wisconsin, Lowery è il primogenito di nove figli. La sua famiglia si trasferì a Irving quando aveva sette anni, quando il padre ottenne un posto da insegnante di teologia presso l'Università di Dallas. Dopo gli studi alla Irving High School ha scritto e diretto il suo primo cortometraggio intitolato Lullaby.
Nel 2009 dirige il suo primo lungometraggio professionale, St. Nick, presentato al South by Southwest Film Festival. Lowery ha vinto il Texas Filmmaker Award al Dallas International Film Festival. Nel 2011, ha scritto e diretto il cortometraggio Pioneer, presentato al Sundance Film Festival. Nel 2013 dirige il suo secondo lungometraggio, Senza santi in paradiso, con Casey Affleck e Rooney Mara. Il film è stato presentato in anteprima al Sundance Film Festival e successivamente in concorso nella sezione Settimana internazionale della critica al Festival di Cannes 2013.
Come montatore, oltre ai suoi film, ha curato il montaggio di film Sun Don't Shine di Amy Seimetz e Upstream Color di Shane Carruth. È co-autore della sceneggiatura del film Pit Stop di Yen Tan. Nel 2016 approda al cinema mainstream con il film Il drago invisibile, remake in live action del film in tecnica mista Elliott, il drago invisibile del 1977. Nel 2021 viene scelto come regista del remake in live-action di Peter Pan.

## Filmografia

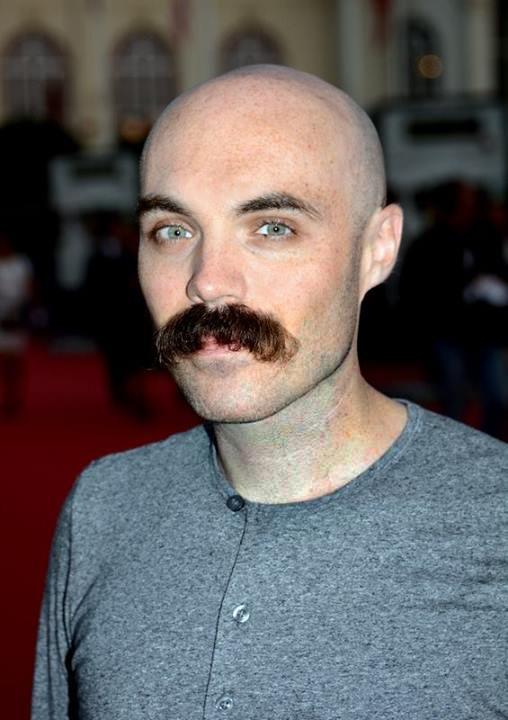
David Lowery al Festival del cinema americano di Deauville nel 2013

### Regista

#### Lungometraggi
- Deadroom (2005)
- St. Nick (2009)
- Senza santi in paradiso (Ain't Them Bodies Saints) (2013)
- Il drago invisibile (Pete's Dragon) (2016)
- Storia di un fantasma (A Ghost Story) (2017)
- Old Man & the Gun (The Old Man & the Gun) (2018)
- Sir Gawain e il Cavaliere Verde (The Green Knight) (2021)
- Peter Pan & Wendy (2023)

#### Cortometraggi
- Lullaby (2000)
- Still (2003)
- Some Analog Lines (2006)
- The Outlaw Son (2007)
- A Catalog of Anticipations (2008)
- Boycrazy at the Drug Store (2009)
- Boycrazy Bikini Mishap (2009)
- Boycrazy Gets a Job (2009)
- Boycrazy in Bed (2009)
- Boycrazy Promo (2009)
- Pioneer (2011)
- Until We Could (2014)

#### Televisione
- Rectify – serie TV, episodio 2x04 (2014)
- Breakthrough – serie TV, episodio 2x01 (2017)
- Strange Angel – serie TV, episodi 1x01-1x02 (2018)
- Star Wars: Skeleton Crew – serie TV, episodi 1x02-1x03 (2024)

### Sceneggiatore

#### Lungometraggi
- Deadroom (2005)
- Alexander the Last, regia di Joe Swanberg (2009)
- St. Nick (2009)
- It Was Great, But I Was Ready to Come Home, regia di Kris Swanberg (2009)
- Senza santi in paradiso (Ain't Them Bodies Saints) (2013)
- Pit Stop, regia di Yen Tan (2013)
- Il drago invisibile (Pete's Dragon) (2016)
- Il destino di un soldato (The Yellow Birds), regia di Alexandre Moors (2017)
- Storia di un fantasma (A Ghost Story) (2017)
- Old Man & the Gun (The Old Man & the Gun) (2018)
- Sir Gawain e il Cavaliere Verde (The Green Knight) (2021)

#### Cortometraggi
- Lullaby (2000)
- Still (2003)
- Some Analog Lines (2006)
- The Outlaw Son (2007)
- A Catalog of Anticipations (2008)
- Merrily, Merrily, regia di James M. Johnston (2008)
- Pioneer (2011)
- Until We Could (2014)

### Montatore

#### Lungometraggi
- Deadroom (2005)
- Ciao, regia di Yen Tan (2008)
- St. Nick (2009)
- It Was Great, But I Was Ready to Come Home, regia di Kris Swanberg (2009)
- Shadowboxing, regia di Jesse Noah Klein (2010)
- Bad Fever, regia di Dustin Guy Defa (2011)
- Uncertain, TX, regia di Eric Steele (2011)
- Universal Squadrons, regia di Mark Millhone (2011)
- Sun Don't Shine, regia di Amy Seimetz (2012)
- Nor'easter, regia di Andrew Brotzman (2012)
- Upstream Color, regia di Shane Carruth (2013)
- Empire Builder, regia di Kris Swanberg (2014)
- Storia di un fantasma (A Ghost Story) (2017)
- Sir Gawain e il Cavaliere Verde (The Green Knight) (2021)

#### Cortometraggi
- Lullaby (2000)
- The Knocker, regia di James M. Johnston (2000)
- Last Two Minutes of a Dream, regia di Farah White (2001)
- The Tunnel, regia di Ramzi Abed (2001)
- Still (2003)
- Some Analog Lines (2006)
- G.D.M.F., regia di James M. Johnston (2006)
- Merrily, Merrily, regia di James M. Johnston (2008)
- Coda, regia di Yen Tan (2008)
- The Crane House, regia di Bryan Poyser (2009)
- Boycrazy at the Drug Store (2009)
- Boycrazy Bikini Mishap (2009)
- Boycrazy Gets a Job (2009)
- Boycrazy in Bed (2009)
- Boycrazy Promo (2009)
- Pioneer (2011)
- Knife, regia di James M. Johnston (2011)
- Cork's Cattlebaron, regia di Eric Steele (2011)
- Hellion, regia di Kat Candler (2012)
- Clean, regia di Augustine Frizzell (2012)
- Baby Mary, regia di Kris Swanberg (2014)

### Produttore

#### Lungometraggi
- Deadroom (2005)
- Ciao, regia di Yen Tan (2008) - co-produttore
- Listen Up Philip, regia di Alex Ross Perry (2014)
- Person to Person, regia di Dustin Guy Defa (2017) - produttore esecutivo
- Never Goin' Back, regia di Augustine Frizzell (2018) - produttore esecutivo
- Light from Light, regia di Paul Harrill (2019) - produttore esecutivo
- Miss Juneteenth, regia di Channing Godfrey Peoples (2019) - produttore esecutivo
- Sir Gawain e il Cavaliere Verde (The Green Knight) (2021)

#### Cortometraggi
- Lullaby (2000)
- Still (2003)
- Some Analog Lines (2006)
- G.D.M.F., regia di James M. Johnston (2006)
- Coda, regia di Yen Tan (2008)
- Boycrazy at the Drug Store (2009) - produttore esecutivo
- Boycrazy Bikini Mishap (2009) - produttore esecutivo
- Boycrazy Gets a Job (2009) - produttore esecutivo
- Boycrazy in Bed (2009) - produttore esecutivo
- Boycrazy Promo (2009) - produttore esecutivo
- Minor Setback, regia di Augustine Frizzell (2016) - produttore esecutivo

#### Televisione
- Strange Angel – serie TV, 10 episodi (2018) - produttore esecutivo

## Riconoscimenti
- Boston Society of Film Critics Awards
  - 2018 – Miglior montaggio per Storia di un fantasma
- Chicago Film Critics Association Awards
  - 2013 – Candidatura al miglior montaggio per Upstream Color
- Gotham Independent Film Awards
  - 2013 – Candidatura al miglior film per Tutti i santi del paradiso
- Independent Spirit Awards
  - 2014 – Candidatura al premio John Cassavetes per Pit Stop
  - 2014 – Candidatura al miglior montaggio per Upstream Color
  - 2018 – Candidatura al premio John Cassavetes per Storia di un fantasma
- Los Angeles Film Critics Association Awards
  - 2013 – Candidatura al  miglior montaggio per Upstream Color
- San Diego Film Critics Society Awards
  - 2018 – Candidatura alla miglior sceneggiatura non originale per Old Man & the Gun